# مکس فیپس
مکس فیپس (انگلیسی: Max Phipps؛ ۱۸ نوامبر ۱۹۳۹ – ۶ اوت ۲۰۰۰) هنرپیشه اهل استرالیا و شناخته شده برای تعدادی از نقش‌ها در تئاتر، فیلم و تلویزیون طی دهه ۱۹۶۰ تا پایان دهه ۱۹۹۰ بود.
از فیلم‌ها یا برنامه‌های تلویزیونی که وی در آن نقش داشته‌است می‌توان به جزایر وحشی(۱۹۸۳)، مکس دیوانه ۲ (۱۹۸۱)، و کابوس‌ها (۱۹۸۰) اشاره کرد.